# Every Day (I Love You More)
Az Every Day (I Love You More) című dal az ausztrál Jason Donovan 1989 augusztusában megjelent kislemeze első Ten Good Reasons című stúdióalbumáról. Ez volt az utolsó kimásolt dal az albumról, mely az Egyesült Királyság kislemezlistáján egy hétig volt 2. helyezett. Első helyet csupán az Ír kislemezlistán sikerült elérnie.

## Megjelenések
12"  Németország PWL Empire – 246 693-0
- A	Every Day (I Love You More)	5:42
- B1	I Guess She Never Loved Me	3:30
- B2	Every Day (I Love You More) (Instrumental) 3:23

## Slágerlista
| Chart (1989-1990)                                | Peak position |
| ------------------------------------------------ | ------------- |
| Ausztrália (ARIA)                                | 43            |
| Finnország (Suomen virallinen lista)             | 8             |
| Franciaország (SNEP)                             | 37            |
| Írország (IRMA)                                  | 1             |
| Hollandia (Single Top 100)                       | 47            |
| Egyesült Királyság (The Official Charts Company) | 2             |
| Németország (Official German Charts)             | 19            |

## Minősítések
| Ország             | Minősítések | Hivatalos eladások |
| ------------------ | ----------- | ------------------ |
| Egyesült Királyság | arany       | 161.000            |